# Orientacja Poetycka Hybrydy
Orientacja Poetycka Hybrydy – grupa poetów polskich, debiutujących w latach 1962–1965, której nazwa pochodzi od warszawskiego klubu studenckiego Hybrydy. Poetów tych nazywano również „pokoleniem 1960”. Poezja hybrydowców charakteryzowała się wysokim poziomem kunsztowności, obecnością aforystycznych sentencji i bogatej metaforyki oraz afirmacją otaczającej rzeczywistości, również ustrojowej. Te właściwości skłoniły krytykę do ironicznego określania tej twórczości mianem „formulizmu” (tworzenie nowych i ładnych formuł). „Orientacja” przyjęła to pojęcie, uznając tworzenie słownych formuł za podstawowy cel poezji. Grupa rozpadła się po 1965 r.

## Przedstawiciele
- Jerzy Leszin-Koperski (jeden z założycieli grupy)[2]
- Zbigniew Jerzyna
- Krzysztof Gąsiorowski
- Jerzy Górzański
- Jarosław Markiewicz
- Maciej Zenon Bordowicz
- Barbara Sadowska
- Janusz Żernicki

## Świadomość pokoleniowa „Orientacji"
Hybrydowcy uznawali się za wyjątkowe pokolenie historyczne – według nich wszystkie poprzednie generacje dojrzewały pod wpływem konieczności historycznej i tragedii narodowych. Uniemożliwiało to uwolnienie twórczości od tematów związanych z dziejową koniecznością i niejako z góry narzucało estetykę i tematykę. Próby uwolnienia się od takich warunkowań były bezskuteczne, gdyż według poetów „Orientacji”, każda taka próba była skazana na niepowodzenie z powodu przyzwyczajeń czytelniczych – odbiorcy automatycznie umieszczali utwory w kontekście narodowym i historycznym, nawet wbrew woli autorów (tak, według hybrydowców, stało się z turpizmem). Pokolenie „Orientacji” miało być pierwszą od ponad stu lat generacją, której wrażliwość i estetyka była wolna od takich ograniczeń – najbliższe wielkie wydarzenia historyczne (II wojna światowa, zimna wojna) były zbyt odległe czasowo, aby zniewalać ich wyobraźnię. Z drugiej strony, obawiali się, że ich odwrót od narodowej i heroicznej tematyki literackiej sprawi, że nie zostaną zauważeni przez publiczność, spragnioną tradycyjnego repertuaru poetyckiego.
Edward Balcerzan polemizuje z takim postrzeganiem pokoleniowej roli „Orientacji”, wskazując na dwie zawarte w ich programie mistyfikacje:
- mistyfikacja historycznoliteracka – bunt przeciwko narzucaniu poezji roli służebnej wobec dziejów narodu należy do stałego elementu polskiej tradycji literackiej i, wraz z heroizmem poezji nastawionej na uczestniczenie w historii ojczyzny, tworzy dynamikę przemian artystycznych i pokoleniowych. Tak więc poeci „Orientacji” nie są w tym stanowisku pierwsi i odosobnieni, ale sięgają do nurtu istniejącego już wcześniej.
- mistyfikacja socjologiczna – hybrydowcy przypisywali sobie rolę pokoleniową, chociaż byli tylko jedną z ówczesnych szkół literackich[4].

Charakterystyczny dla świadomości pokoleniowej „Orientacji Poetyckiej Hybrydy” był również zupełny brak wrogości i polemiki ze starszymi generacjami poetów, a także życzliwość i gotowość współpracy z rówieśniczymi grupami poetyckimi.

## Opinie krytyki
- Julian Rogoziński na łamach „Współczesności” nazywał tych poetów „Wnuczętami”, które nie mogąc porozumieć się z pokoleniem ojców pielęgnują pamiątki po dziadkach i babciach, a więc po twórcach młodopolskich.
- Janusz Sławiński uznał tę poezję za przejaw istnienia ponadpokoleniowego nurtu, który nazwał nurtem „wyobraźni wyzwolonej”.
- Kazimierz Wyka podczas swoich odczytów dotyczących najmłodszej literatury krytykował kilkakrotnie wiersz Gąsiorowskiego Jedna z wilgoci.
- Zbigniew Bieńkowski i Arnold Słucki postrzegali tę poezję jako silnie intelektualną. Obaj oceniali ją bardzo negatywnie. Bieńkowski również stworzył dla tej poezji miano „formulizmu”[6].